# Borzechowo
Borzechowo – wieś kociewska w Polsce położona w województwie pomorskim, w powiecie starogardzkim, w gminie Zblewo.
Wieś leży na Kociewiu przy drodze wojewódzkiej nr 214. Wieś jest siedzibą sołectwa w którego skład wchodzą również miejscowości Jeziornik, Twardy Dół i Wirty. W jego skład wchodzą również zabudowania dawnej kolonii Nowe Borzechowo (niem. Neues Bordzichow), zwanej także Borzechowo Nowe, na terenie której znajduje się ośrodek turystyczno-wypoczynkowy Neptun.
W latach 1954–1959 wieś należała i była siedzibą władz gromady Borzechowo, po jej zniesieniu w gromadzie Zblewo. W latach 1975–1998 miejscowość administracyjnie należała do województwa gdańskiego.
W 2023 roku wieś liczyła 950 mieszkańców. Ma charakter letniskowy. Jest otoczona lasami Borów Tucholskich, położona uroczo nad jeziorami Borzechowskim Małym (20 ha) i Borzechowskim Wielkim (253 ha). W pobliskich Wirtach znajduje się arboretum i ogród dendrologiczny. W Borzechowie znajdowała się placówka Ochotniczej Straży Pożarnej (od 1927 do ok. 1990 roku)

## Historia
Wzmiankowane w XVI wieku (1541). 22.IX.1553 król Zygmunt II August nadał dobra borzechowskie swemu dworzaninowi Fabianowi Wojanowskiemu. 10.II.1581 Borzechowo staje się siedzibą samodzielnego starostwa niegrodowego (poprzednio podległo starostwu grudziądzkiemu). W okresie od 19.IX.1772 (przejęcie starostwa przez pruskich komisarzy) do 1920 w zaborze pruskim. Po powrocie do Polski na obszarze powiatu starogardzkiego. Podczas okupacji niemieckiej powstał tu obóz szkoleniowy niemieckiej dziewczęcej organizacji nazistowskiej "BDM", do którego kierowano przede wszystkim Niemki z Sudetenlandu. Na przełomie stycznia i lutego 1945 Niemcy przeprowadzili przez Borzechowo tzw. ewakuacyjny marsz śmierci prawie 500 Żydówek z niemieckich obozów koncentracyjnych. 

## Zabytki
- Drewniana chata podcieniowa z XIX wieku, zapewne na fundamentach z 1625 roku.
- Kościół neoklasycystyczny św. Anny z 1833 roku, w l. 1836-1945 ewangelicki. Posiada dwie wieże i XIX w. wystrój stylizowany na barokowy[5]. Przylegający cmentarz założono po 1945, znajduje się tu m.in. grobowiec-rotunda-mauzoleum ks. Jana Pranisa (1886-1977), rodem z Litwy, organizatora i proboszcza parafii, odznaczonego m.in. Krzyżem Kawalerskim Orderu Odrodzenia Polski[6].
- Przy szosie do Wirt ponad 300-letnia lipa, związana legendą z królem Sobieskim
- Grodzisko średniowieczne, tzw. Biała Góra na Jeziorniku (3 km na wschód).
- Resztki fundamentów XV-wiecznego zamku krzyżackiego na 4-hektarowej "Wyspie Starościńskiej" (największej z trzech położonych na jeziorze Wielkim Borzechowskim). Zamek został rozebrany przez administrację pruską pod koniec XVIII wieku, a uzyskany wtórnie materiał budowlany został wykorzystany do budowy koszar w Starogardzie. Z zamkiem krzyżackim wiąże się wiele legend; jedna z nich opowiada o ucieczce z zamku miejscowego starosty podczas potopu szwedzkiego, mimo iż w jego obronie walczyli miejscowi chłopi. Niestety kula armatnia dopędziła łódź nadmiernie obciążoną skarbami, przeżyła jedynie córka starosty, która dostała się na wyspie w ręce Szwedów. Z rozpaczy rzuciła się do wody i dziś jeszcze można spotkać jej widmo spacerujące nad brzegiem jeziora.

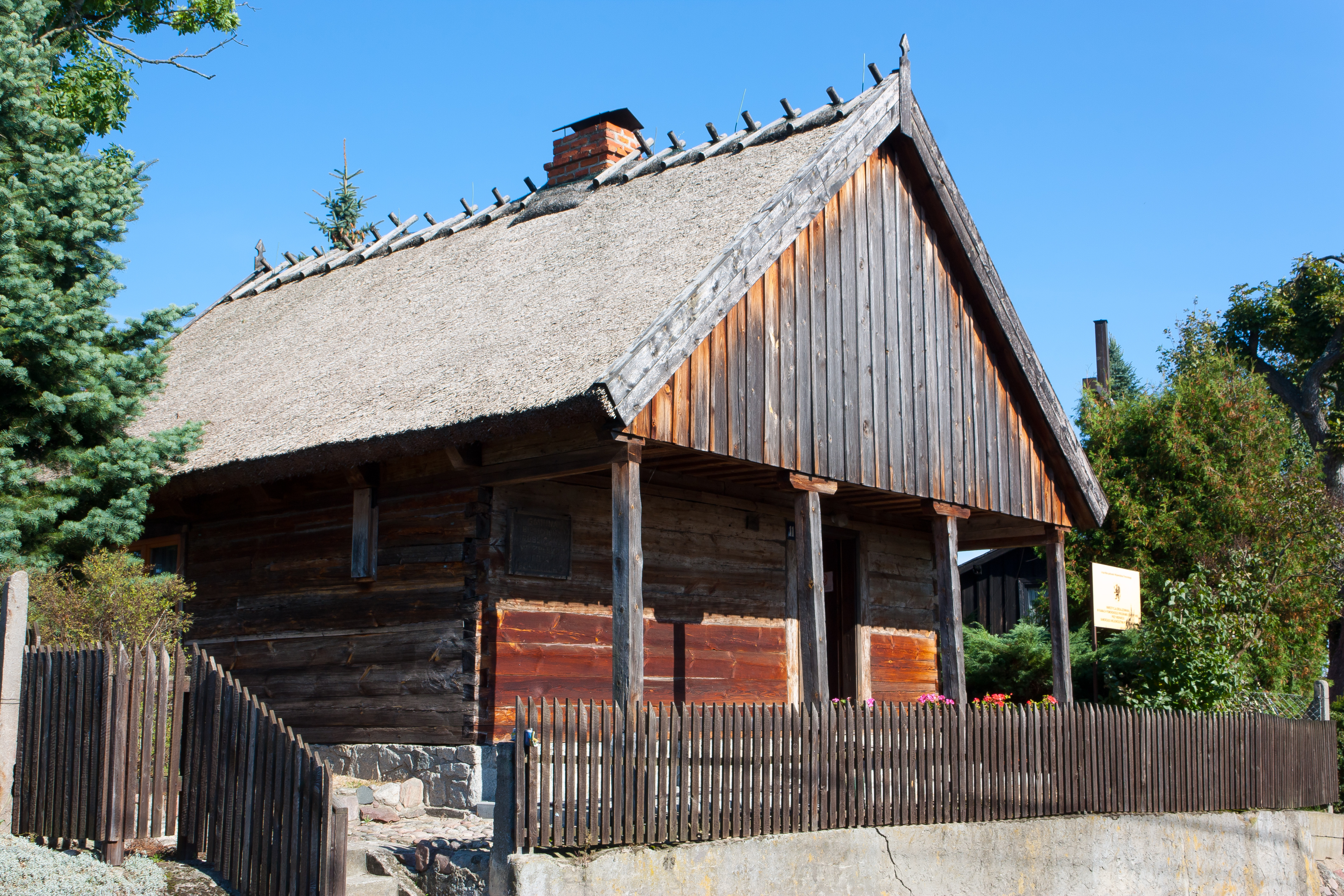
Drewniana chata podcieniowa z XIX w.
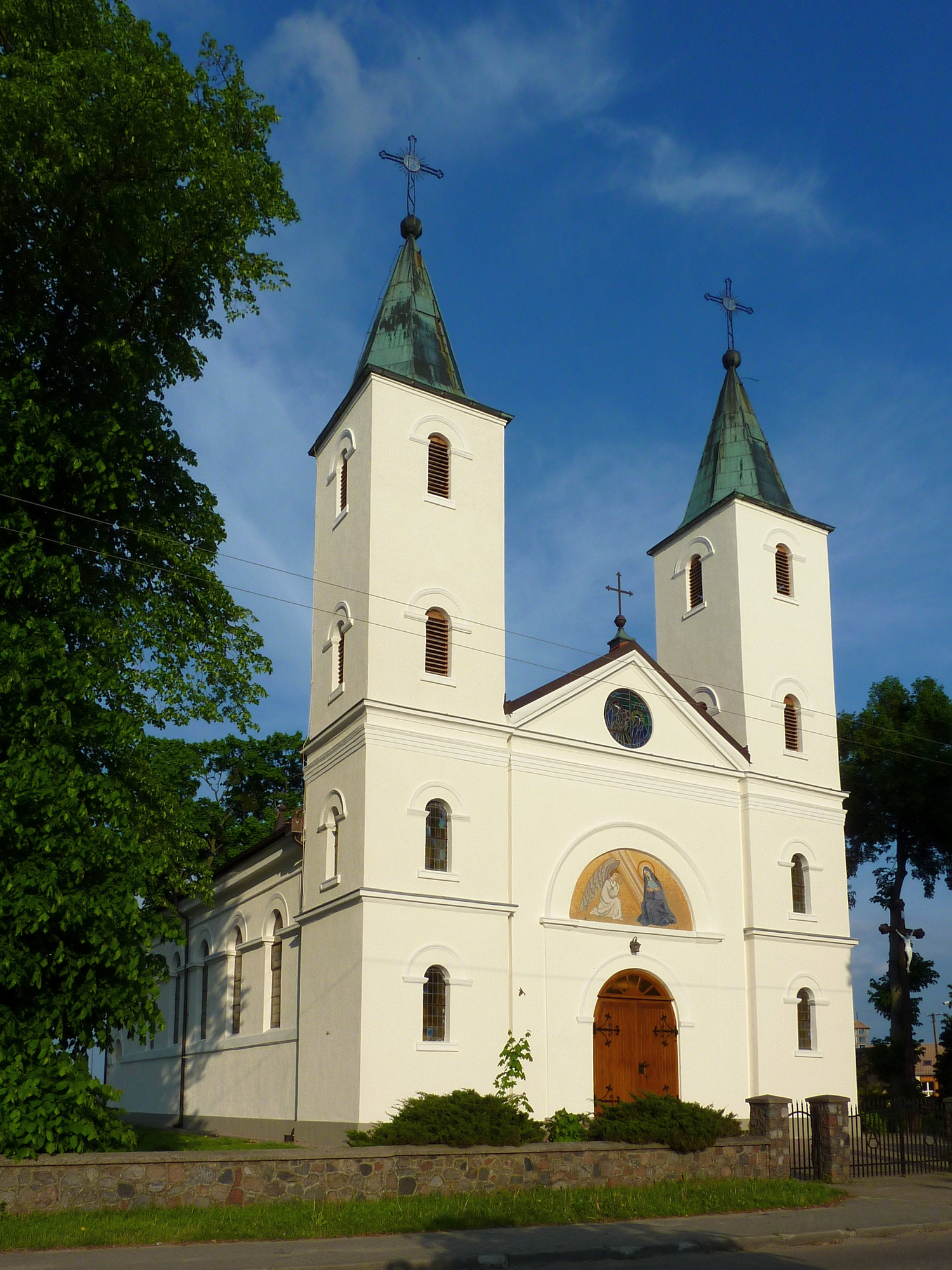
Kościół pw. św. Anny
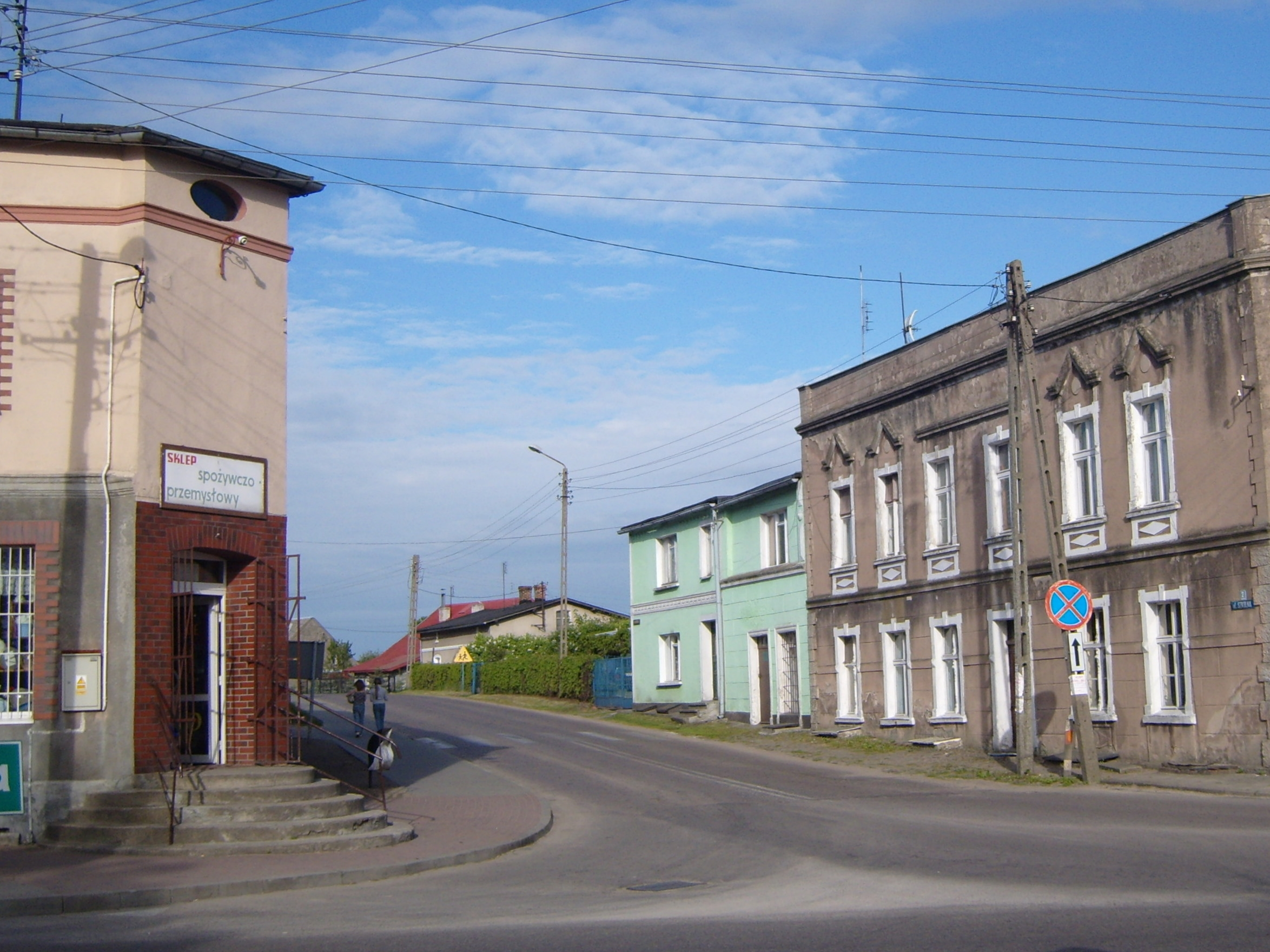
Ulica Szkolna oraz sklep